# Náš Region
Náš Region je bezplatný celostátní tištěný titul a stejnojmenný online zpravodajský server se zaměřením na regionální zpravodajství a publicistiku. Od roku 2016 je součástí mediální skupiny A11.

## Historie
Náš Region byl založen v roce 2006 jako bezplatný titul distribuovaný Českou poštou v okolí Prahy. V roce 2016 došlo k začlenění titulu do mediální skupiny A11 a postupnému rozšiřování pokrytí, často formou akvizice dalších lokálních titulů. V roce 2021 došlo k pokrytí celého území České republiky.
V roce 2020 proběhl spor mezi tehdejší hejtmankou Středočeského kraje Jaroslavou Jermanovou a vydavatelstvím Našeho Regionu kvůli zveřejnění dopisu záchranářky, která si stěžovala na nedostatek ochranných pomůcek.
V listopadu 2022 vycházel Náš Region ve 24 regionálních mutacích.

## Distribuce, periodicita, náklad
Náš Region je distribuován skrze síť více než 5000 stojanů umístěných po celé České republice, v Praze navíc pomocí kamelotů v metru.  Stojany se nachází především na pobočkách České pošty, na obecních úřadech, v síti prodejen COOP, ESO market, Planeo Elektro, Traficon nebo Levné knihy.
Pražské a brněnské vydání vychází s týdenní periodicitou, krajská se čtrnáctidenní a celostátní 3x do měsíce.

## Ostatní tituly působící pod značkou Náš Region
Od listopadu 2022 začala vysílat Náš Region TV, která vznikla v důsledku předchozí akvizice Regionálnítelevize.cz mediální skupinou A11. Televize byla v dubnu 2023 přejmenována na A11 TV.
V srpnu 2022 začalo vydavatelství A11 vydávat ženský měsíčník Náš Region pro ženy.
V roce 2021 vznikl titul Náš Region křížovky.